# Cell broadcast

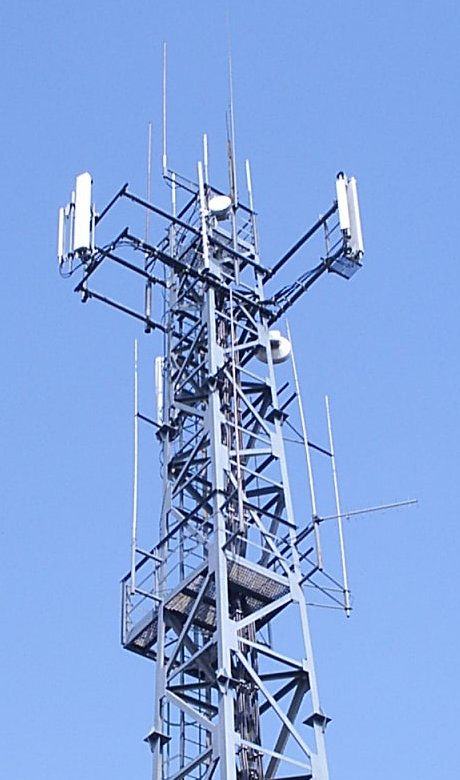
BTS (Base Transceiver Station)

Cell broadcast, of SMS-CB, is een techniek om tekstberichten naar mobiele telefoons te sturen. Een cell broadcast-bericht wordt via een zendmast voor mobiele telefonie uitgezonden. Om cell broadcast-berichten te ontvangen, moet de telefoon op het juiste kanaal zijn ingesteld, zich in een bepaald gebied bevinden en aanstaan.
Cell broadcast is onderdeel van de GSM standaard. Het is een variant van sms en wordt meestal aangeduid als SMS-CB. Het verschil met normale sms-berichten (SMS-PP of SMS Point-to-point) is dat een SMS-CB niet gericht is op een bepaalde gebruiker of telefoon, maar op alle telefoons binnen het bereik van een bepaalde (groep van) zendmast(en). Het is dus een soort radiobericht.
De berichten hebben geen last van een druk netwerk, aangezien de informatie via een apart logisch kanaal wordt gestuurd en omdat het verzenden (net als radio en gps) eenrichtingverkeer is en dus (per zendmast) niet afhangt van het aantal ontvangers. Doordat een bericht wordt verzonden vanuit vooraf geselecteerde zendmasten, is het mogelijk om informatie te verschaffen op regionaal niveau - zoals een file op een snelweg in de buurt of informatie bij een noodsituatie - aan alle geabonneerde telefoongebruikers. Een eindgebruiker kan kiezen welke berichten hij wil ontvangen door zich te abonneren op bepaalde kanalen. Dit is soms vooraf ingesteld door de telefoonprovider.
In Nederland heeft het ministerie van Binnenlandse Zaken en Koninkrijksrelaties vanaf eind 2008 proef gedraaid met cell broadcast. Sinds 8 november 2012 wordt NL-Alert landelijk gebruikt door de veiligheidsregio's. Omdat cell broadcast in Nederland tot die tijd geen grootschalig gebruik kende, zijn niet alle telefoons in staat deze berichten te ontvangen. Soms is dit op te lossen door instellingen aan te passen of door een firmware-update. Het is de verwachting dat in de nabije toekomst steeds meer mobiele telefoons NL-Alert automatisch zullen kunnen ontvangen.